# Keroplatus nipponcius
Keroplatus nipponcius är en tvåvingeart som först beskrevs av Toyohi Okada 1938.  Keroplatus nipponcius ingår i släktet Keroplatus och familjen platthornsmyggor. Inga underarter finns listade i Catalogue of Life.